# Euconchoecia shenghwai
Euconchoecia shenghwai är en kräftdjursart som beskrevs av Tseng 1969. Euconchoecia shenghwai ingår i släktet Euconchoecia och familjen Halocyprididae. Inga underarter finns listade i Catalogue of Life.